# Mattoni NBL 2002/2003
Národní basketbalová liga 2002/2003 byla nejvyšší mužskou ligovou basketbalovou soutěží v České republice v ročníku 2002/2003. Od ročníku ligy 1998/1999 byla nazvána jménem generálního partnera - Mattoni Národní basketbalová liga (ve zkratce Mattoni NBL).
Konečné pořadí ligy:
1. BK Opava (mistr České republiky 2002/2003) - 2. BK ECM Nymburk - 3. Mlékárna Kunín - 4. BC BVV ŽS Brno - 5. Triga Eprin Brno - 6. BK SČE Děčín - 7. BC Sparta Praha - 8. USK Praha - 9. BK SČP Ústí nad Labem - 10. BK NH Ostrava - 11. Ostacolor BK Pardubice (tým hrál kvalifikaci proti Plzni a udržel se v nejvyšší soutěži) - 12. BC Slavia Kroměříž (sestoupila a převedla licenci na BK Prostějov)

## Systém soutěže
V první části soutěže (září - prosinec 2002) všech 12 družstev dvoukolově každý s každým (zápasy doma - venku) odehrálo 22 zápasů.
Ve druhé části soutěže (leden - březen 2003) se započítáním výsledků 1. části byla družstva rozdělena do skupiny A1 (o 1. až 6. místo) a do skupiny A2 (o 7. až 12. místo), družstva hrála ve skupině dvoukolově každý s každým (každé družstvo 10 utkání).
V Play-off hrálo 6 týmů ze skupiny A1 a dva nejlepší ze skupiny A2. 
Ke změně došlo v tom, že Play-out (zápasy o 9.-12. místo) se hrálo naposledy v sezóně 2000/2001. Od sezóny 2001/2002 družstva na 9. až 12. místě po skončení skupiny A2 dále nehrála, jejich pořadí bylo určeno pořadím ve skupině A2. Poslední 12. družstvo z NBL sestoupilo do II. ligy, předposlední 11. družstvo hrálo kvalifikaci s druhým z II. ligy.

## Výsledky

### Tabulka po první části soutěže
| Poř. | Tým                         | Z  | V  | P  | Skóre     | Body |
| ---- | --------------------------- | -- | -- | -- | --------- | ---- |
| 1.   | BK Opava                    | 22 | 20 | 2  | 2027:1709 | 42   |
| 2.   | BC BVV Brno                 | 22 | 17 | 5  | 2054:1811 | 39   |
| 3.   | BK ECM Nymburk              | 22 | 15 | 7  | 2007:1811 | 37   |
| 4.   | Mlékárna Kunín              | 22 | 15 | 7  | 2016:1875 | 37   |
| 5.   | Triga Eprin Brno            | 22 | 12 | 10 | 1794:1774 | 34   |
| 6.   | BK SČE Děčín                | 22 | 11 | 11 | 1759:1777 | 33   |
| 7.   | BC Sparta Praha             | 22 | 11 | 11 | 1917:1760 | 33   |
| 8.   | BK NH Ostrava               | 22 | 7  | 15 | 1879:1994 | 29   |
| 9.   | BK SČP Ústí nad Labem       | 22 | 7  | 15 | 1700:1860 | 29   |
| 10.  | USK Praha                   | 22 | 6  | 16 | 1573:1872 | 28   |
| 11.  | Ostacolor BHC SKP Pardubice | 22 | 6  | 16 | 1860:2034 | 28   |
| 12.  | BC Slavia Kroměříž          | 22 | 5  | 17 | 1838:2147 | 27   |

### Tabulka druhé části soutěže, skupina A1
| Poř. | Tým              | Z  | V  | P  | Skóre     | Body |
| ---- | ---------------- | -- | -- | -- | --------- | ---- |
| 1.   | BK Opava         | 32 | 23 | 9  | 2823:2522 | 55   |
| 2.   | BC BVV Brno      | 32 | 22 | 10 | 2890:2642 | 54   |
| 3.   | BK ECM Nymburk   | 32 | 22 | 10 | 2898:2666 | 54   |
| 4.   | Mlékárna Kunín   | 32 | 20 | 12 | 2957:2772 | 52   |
| 5.   | Triga Eprin Brno | 32 | 17 | 15 | 2630:2630 | 49   |
| 6.   | BK SČE Děčín     | 32 | 16 | 16 | 2587:2653 | 48   |

### Tabulka druhé části soutěže, skupina A2
| Poř. | Tým                         | Z  | V  | P  | Skóre     | Body |
| ---- | --------------------------- | -- | -- | -- | --------- | ---- |
| 7.   | BC Sparta Praha             | 32 | 19 | 13 | 2821:2555 | 51   |
| 8.   | USK Praha                   | 32 | 14 | 18 | 2506:2704 | 46   |
| 9.   | BK SČP Ústí nad Labem       | 32 | 12 | 20 | 2534:2710 | 44   |
| 10.  | BK NH Ostrava               | 32 | 11 | 21 | 2764:2905 | 43   |
| 11.  | Ostacolor BHC SKP Pardubice | 32 | 8  | 24 | 2742:2962 | 40   |
| 12.  | BC Slavia Kroměříž          | 32 | 8  | 24 | 2745:3176 | 40   |

## Play-off
Hrálo se se vyřazovacím způsobem, čtvrtfinále a semifinále na tři vítězné zápasy, zápas o 3. místo na dva a finále na čtyři vítězné zápasy. 

### čtvrtfinále
- (1.) BK Opava - (8.) USK Praha 3:0 (83:80 72:67 108:98)
- (2.) BC BVV ŽS Brno - (7.) BC Sparta Praha 3:0 (90:76 92:79 100:86)
- (3.) BK ECM Nymburk - (6.) BK SČE Děčín 3:1 (95:70 73:80 98:73 85:83)
- (4.) Mlékárna Kunín - (5.) Triga Eprin Brno 3:0 (97:81 100:61 113:85)

### semifinále
- BK Opava - Mlékárna Kunín 3:2 (94:91 84:99 84:87 84:80 91:88)
- BC BVV ŽS Brno - BK ECM Nymburk 1:3 (94:89 80:85 64:80 90:98)

### zápas o 3. místo
- BC BVV ŽS Brno - Mlékárna Kunín 1:2 (89:78 88:110 83:88)

### Finále
- BK Opava - BK ECM Nymburk 4:3 (106:103 92:86 76:84 72:82 85:84 85:99 89:81)